# 쌍문동
쌍문동(雙門洞)은 서울특별시 도봉구의 법정동이다. 행정동 쌍문1~4동으로 구분되어 있다. 이 지역의 특징은 과거 일부 지역이 경성부 숭인면(또는 숭신방) 소속이었다.

## 역사
- 1466년~1894년 : 경기도 양주목 해등촌면 소라리, 계성리, 우이리, 한성부 동부 숭신방
- 1895년 또는 1911년(추정) : 우이천 서쪽에 속해 있던 우이리 일부지역을 한성부 숭신방에 편입
- 1914년 4월 1일 : 양주군 노해면 쌍문리
- 1963년 : 서울특별시 성북구로 편입
- 1973년 7월 1일 : 도봉구 설치 및 도봉구로 편입
- 1980년 쌍문1동을 쌍문3동으로 분동
- 1991년 쌍문2동을 쌍문4동으로 분동

## 교육
- 덕성여자대학교
- 효문고등학교
- 정의여자고등학교
- 선덕고등학교
- 효문중학교

## 주거
| 단지명              | 건설사                    | 시행사                    | 주소 | 입주        | 비고 |
| ------------------- | ------------------------- | ------------------------- | ---- | ----------- | ---- |
| 쌍문 이안           | 대우자동차판매㈜ 건설부문 | 대우자동차판매㈜ 건설부문 |      | 2004년 4월  |      |
| 방학한양 6차        | ㈜한양                    | 연합주택조합              |      | 2002년 3월  |      |
| 쌍문 극동           | 극동건설                  |                           |      |             |      |
| 북한산 월드메르디앙 | ㈜월드건설                | ㈜월드건설                |      | 2005년 6월  |      |
| 쌍문 삼성래미안     | 삼성물산㈜ 건설부문       | 주택재개발조합            |      | 2002년 10월 |      |

## 교통
- 쌍문역
- 솔밭공원역

## 문화
- 케이블 TV tvN의 드라마 응답하라 1988의 주 배경지다.
- 배금택이 창작한 대한민국의 만화 영심이의 주 배경지다.
- 1983년 만화 보물섬에 연재되었던 아기공룡 둘리의 주 배경지다.
- 2021년 넷플릭스 오리지널 드라마 오징어게임의 등장인물 '성기훈'이 살던 동네다.

## 같이 보기
- 아기공룡 둘리
- 응답하라 1988
- 오징어 게임